# Каргальская
Карга́льская — станица в Волгодонском районе Ростовской области.
Входит в состав Потаповского сельского поселения.

## История
Находясь в составе Области Войска Донского, в станице существовала Богоявленская церковь, где священником в 1841—1863 годах служил Яковлев Антон Тимофеевич.

## Население
| 1989 | 2002 | 2010 |
| ---- | ---- | ---- |
| 43   | ↗57  | ↗85  |

## Улицы
- ул. Запрудная
- ул. Лесная
- ул. Набережная
- ул. Центральная